# Joel Aguilar
Joel Antonio Aguilar Chicas  (Sensuntepeque; Departamento de Cabañas; 2 de julio de 1975) es un ex árbitro de fútbol de origen salvadoreño. Fue árbitro de la Primera División de El Salvador y árbitro internacional de la FIFA desde el año 2001 hasta 2020 donde decidió dar por finalizado su carrera arbitral.
El 22 de enero de 2016, fue elegido como el mejor árbitro de la CONCACAF de 2015.

## Carrera

### Liga Mayor de Fútbol
Ha arbitrado once finales en la Liga Mayor de Fútbol de El Salvador: Torneo Clausura 2001, FAS-Águila; Torneo Apertura 2002, FAS-San Salvador; Torneo Apertura 2004, FAS-Balboa; Torneo Clausura 2005, FAS-Firpo; Torneo Apertura 2006, Once Municipal-FAS; Torneo Apertura 2007, Firpo-FAS; Torneo Clausura 2008, Firpo-FAS; Torneo Clausura 2009, Metapán-Firpo; Torneo Apertura 2009, FAS-Águila; Torneo Clausura 2010, Metapán-Águila y Torneo Apertura 2010, Alianza-Isidro Metapán.

### Concacaf
La Concacaf lo eligió para arbitrar en la Copa Oro 2007 y estuvo en los encuentros de fase de grupo México 2-1 Cuba y Cuba 0-5 Honduras. 
Participó en las eliminatorias olímpicas de la CONCACAF en el 2008; en los partidos Guatemala 2-1 Costa Rica, Canadá 1-1 México, México 5-1 Haití y la final entre EE. UU. 0-1 Honduras.
En el 2009 arbitró en la Superliga dos partidos: Kansas City Wizards - Atlas 0-0 en la fase de grupo; y la final entre Chicago Fire 1-1 Tigres en donde se proclamó campeón el equipo mexicano en los penales 4-3.
En el 2009 fue nuevamente convocado a la Copa Oro y arbitró México 1-1 Panamá en la fase de grupos en donde expulsó al entrenador mexicano Javier Aguirre en la fase de grupos y Canadá 0-1 Honduras en los cuartos de final.
En el 2011 arbitró la final de ida de la Liga de Campeones de la Concacaf entre Monterrey 2-2 Real Salt Lake. Este mismo año también arbitró la Final de la Copa Oro 2011 entre Estados Unidos 2-4 México, antes había arbitrado el partido entre Honduras 3-1 Guatemala en fase de grupos.
Polémica por decisión arbitral
El 22 de marzo del 2013 fue delegado para arbitrar el juego de la segunda fecha de la Cuarta Fase de clasificación (Hexagonal Final) en el área de la CONCACAF para el Mundial de Brasil 2014 entre Estados Unidos y Costa Rica, en ese partido tuvo renombre en su carrera de forma controversial , debido a decidir llevar a cabo dicho cotejo, esto a pesar de presentarse una enorme tormenta de nieve en el campo del Dick's Sporting Goods Park de Denver, Colorado, dicha decisión desató críticas encontradas en la opinión futbolística del área, principalmente desde la Federación Costarricense de Fútbol y sectores del arbitraje regional, sobre hasta donde podría levarse a cabo un juego bajo dichas condiciones.

### Eliminatoria mundialista
Durante las eliminatorias para el mundial Sudáfrica 2010 arbitró 8 partidos: Montserrat 1-7 Surinam, Haití 0-0 Antillas Neerlandesas (Curacao); Canadá 4-1 San Vicente y las Granadinas, México 2-1 Honduras; Cuba 0-1 Estados Unidos, Jamaica 3-0 Canadá; Costa Rica 2-0 Honduras, Trinidad y Tobago 0-1 Estados Unidos. Cabe destacar que la FIFA a través de CONCACAF lo había nombrado para el partido eliminatorio en agosto de 2009 entre México y los Estados Unidos pero por quejas de la Federación Mexicana, la misma decidió asignarle a otro partido, y designó en su lugar al panameño Roberto Moreno.

### FIFA
Fue elegido para arbitrar en la Copa Mundial de Fútbol Sub-20 de 2007 en Canadá, donde participó en los juegos entre las selecciones de Estados Unidos y Corea del Sur el 30 de junio de 2007, Nueva Zelanda y Gambia el 5 de julio de 2007, y Austria y Chile el 8 de julio de 2007 fase de grupos; y Argentina y Polonia el 12 de julio. 
En el 2007 participó en la Copa Mundial de Fútbol Sub-17 en Corea; arbitró 5 partidos en total, 3 en la fase de grupos; Togo 0-0 Perú, Ghana 2-3 Alemania y Túnez 1-0 Tayikistán; Francia 1-1 España en cuartos de final en donde el equipo español avanzó a semifinales y el Nigeria 3-1 Alemania en semifinales.
En el 2009 arbitró en la Copa Mundial Sub-20 los partidos de Emiratos Árabes Unidos 2-2 Sudáfrica, Venezuela 0-3 España (fase de grupos) y República de Corea 2-3 Ghana en los cuartos de final.
Fue preseleccionado para la Copa Mundial de Fútbol de 2010, siendo elegido como uno de los 30 referís que participarán en la copa del mundo por la Comisión de Árbitros de la FIFA. Participó en cinco encuentros durante la primera fase como cuarto oficial: Uruguay-Francia (grupo A); e Italia-Paraguay, Grecia-Nigeria (grupo B); Eslovaquia-Paraguay (grupo F), Eslovenia-Inglaterra (grupo C). Y en octavos de final el juego Uruguay-Corea del Sur.
El 15 de diciembre de 2011 fue nombrado para arbritar el partido entre el FC Barcelona y Al Sadd en la semifinal del Mundial de Clubes de la FIFA de Japón.
En el 2013 arbitró dos partidos de fase de grupos de la Copa FIFA Confederaciones 2013 entre Tahití vs Nigeria, y Nigeria vs España.
Es uno de los árbitros designados para participar de la Copa Mundial de 2014, donde dirigió el partido inaugural del grupo F, entre Argentina y Bosnia y Herzegovina. El 19 de junio de 2014 dirige su segundo partido en la copa mundial Brasil 2014 entre las selecciones de Japón y Grecia, luego de ser el segundo mejor calificado de todos los árbitros que tuvieron actividad la primera ronda.
También fue designado para dirigir en la Copa Mundial de Fútbol de 2018.

### Distinciones individuales
| Distinción                                  | Año  |
| ------------------------------------------- | ---- |
| 56° mejor árbitro del Siglo XXI según IFFHS | 2012 |

| Distinción                                          | Año  |
| --------------------------------------------------- | ---- |
| Mejor Árbitro de la CONCACAF de 2015 según CONCACAF | 2015 |

## Copa Mundial de la FIFA
| Copa Mundial de Fútbol de 2014 – Brasil | Copa Mundial de Fútbol de 2014 – Brasil | Copa Mundial de Fútbol de 2014 – Brasil | Copa Mundial de Fútbol de 2014 – Brasil | Copa Mundial de Fútbol de 2014 – Brasil | Copa Mundial de Fútbol de 2014 – Brasil  | Copa Mundial de Fútbol de 2014 – Brasil | Copa Mundial de Fútbol de 2014 – Brasil |
| Fecha                                   | Partido                                 | Sede                                    | Fase                                    | Amonestado                              | Otorgado · Otorgado otra vez · Expulsado | Expulsado                               | Anotado · Penal                         |
| --------------------------------------- | --------------------------------------- | --------------------------------------- | --------------------------------------- | --------------------------------------- | ---------------------------------------- | --------------------------------------- | --------------------------------------- |
| 16 de junio de 2014                     | Argentina 2 – 1 Bosnia y Herzegovina    | Río de Janeiro                          | Fase de grupos                          | 2                                       | 0                                        | 0                                       | 0                                       |
| 20 de junio de 2014                     | Japón 0 – 0 Grecia                      | Ceara-Mirim                             | Fase de grupos                          | 4                                       | 1                                        | 0                                       | 0                                       |
| Copa Mundial de Fútbol de 2018 – Rusia  |                                         |                                         |                                         |                                         |                                          |                                         |                                         |
| Fecha                                   | Partido                                 | Sede                                    | Fase                                    | Amonestado                              | Otorgado · Otorgado otra vez · Expulsado | Expulsado                               | Anotado · Penal                         |
| 18 de junio de 2018                     | Suecia 1 – 0 Corea del Sur              | Nizhniy Novgorod                        | Fase de grupos                          | 3                                       | 0                                        | 0                                       | 1                                       |